# Mende, Pesta
Mende  este un sat în districtul Nagykáta, județul Pesta, Ungaria, având o populație de 4.101 locuitori (2011). 

## Demografie
Componența etnică a satului Mende
     Maghiari (95,06%)
     Romi (3,05%)
     Necunoscut (0,84%)
     Alții (1,05%)
Componența confesională a satului Mende
     Romano-catolici (44,7%)
     Fără religie (11,63%)
     Luterani (6,29%)
     Reformați (6,12%)
     Atei (1,05%)
     Necunoscută (29,31%)
     Greco-catolici (0,9%)
     Alte religii (1,66%)
Conform recensământului din 2011, satul Mende avea 4.101 locuitori. Din punct de vedere etnic, majoritatea locuitorilor (95,06%) erau maghiari, cu o minoritate de romi (3,05%). Apartenența etnică nu este cunoscută în cazul a 0,84% din locuitori. Nu există o religie majoritară, locuitorii fiind romano-catolici (44,7%), persoane fără religie (11,63%), luterani (6,29%), reformați (6,12%) și atei (1,05%). Pentru 29,31% din locuitori nu este cunoscută apartenența confesională.